# Mozzate
Mozzate é uma comuna italiana da região da Lombardia, província de Como, com cerca de 7.067 (21 de outubro de 2002) habitantes. Estende-se por uma área de 10 km², tendo uma densidade populacional de 687 hab/km². Faz fronteira com Carbonate, Cislago (VA), Gorla Maggiore (VA), Gorla Minore (VA), Limido Comasco, Lurago Marinone.

## Demografia
| Variação demográfica do município entre 1861 e 2011                               |
|                                                                                   |
| Fonte: Istituto Nazionale di Statistica (ISTAT) - Elaboração gráfica da Wikipedia |